# Sinaptofisina

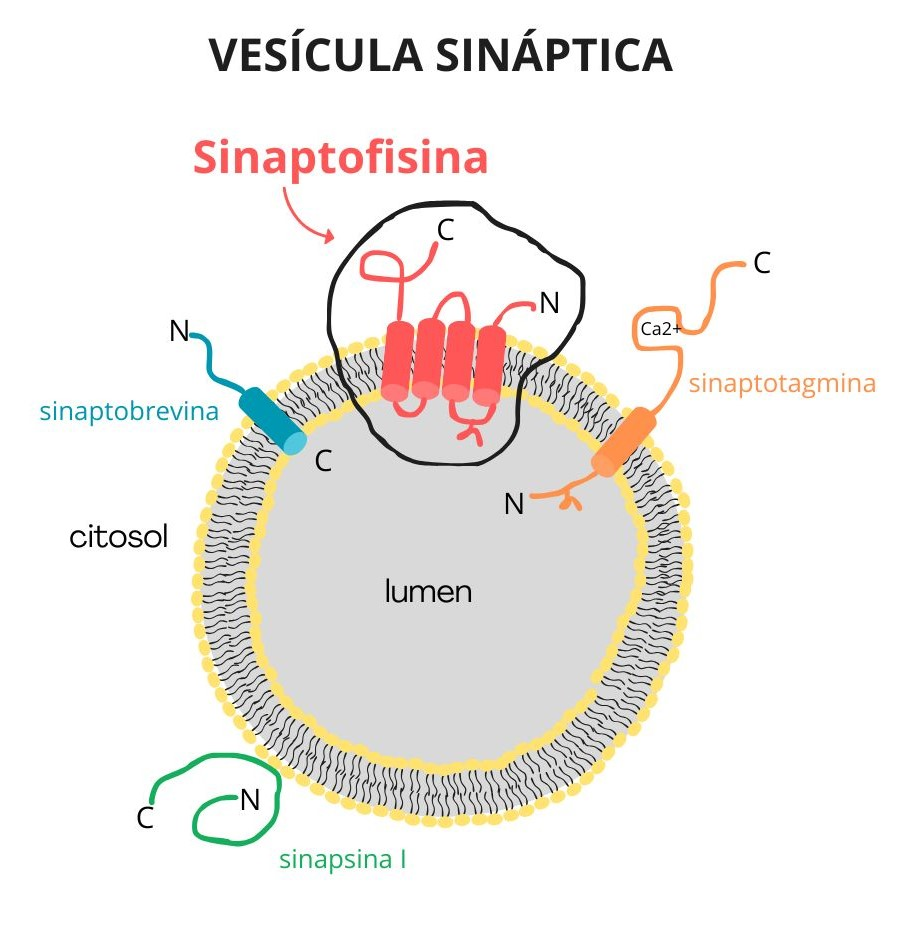
Sinaptofisina en la vesícula sináptica

La sinaptofisina (Syph), también llamada proteína p38, es una proteína integral de membrana expresada por las células neuroendocrinas. Se encuentra en las vesículas sinápticas de las neuronas y, por tanto, participa en la secreción de moléculas neurotransmisoras. La sinaptofisina pertenece a la familia de proteínas de dominio MARVEL, que se caracterizan por su papel en la ruta vesicular y en la formación de uniones estrechas.

## Estructura
La sinaptofisina está codificada por el gen Syp y tiene un peso molecular de aproximadamente 38 kiloDaltons. De entre las proteínas presentes en las vesículas sinápticas, es la más abundante por masa, constituyendo aproximadamente el 10% del contenido total.
La estructura secundaria de la sinaptofisina comprende cuatro hélices alfa transmembrana y dos bucles intravesiculares. La proteína tiene una cola aminoterminal corta y una cola carboxiterminal larga orientadas hacia el citoplasma.Además, tiene dos pequeñas regiones (asas) intravesiculares que incluyen enlaces disulfuro. Presenta una N-glicosilación en su primer asa intravesicular y el extremo C-terminal contiene un motivo de unión-Ca2+ y una fosforilación. No obstante, la función de estas modificaciones postraduccionales en la SYP aún no se conoce con exactitud.
En cuanto a la estructura cuaternaria, se ha revelado que la unidad funcional de la sinaptofisina es un hexámero cerrado por el lado citosólico y abierto por el lado del lumen vesicular, además de contar con un poro en el centro.

## Localización y expresión
La sinaptofisina (SYPH) se localiza en las membranas de las vesículas sinápticas, donde interactúa con otras proteínas sinápticas para facilitar la exocitosis. Esto es crítico para la liberación de neurotransmisores en la hendidura sináptica.
La sinaptofisina se expresa principalmente en neuronas, donde se encuentra en las terminales presinápticas. La expresión de Sinaptofisina se inicia durante el desarrollo neuronal, coincidiendo con la formación de sinapsis. Se ha observado que la cantidad de sinaptofisina aumenta durante el periodo crítico de sinaptogénesis. Esta proteína está distribuida ampliamente por todas la regiones del cerebro, pero su expresión en dichas zonas puede variar, siendo su presencia mayor en áreas de alta actividad sináptica, como:
- Hipocampo: esta estructura localizada en el lóbulo temporal del cerebro está muy relacionada con los procesos de aprendizaje y memoria.[10] Se han encontrado altos niveles de sinaptofisina, sugiriendo que es clave para la formación de la memoria y la plasticidad neuronal.[11]
- Corteza cerebral: la sinaptofisina también ha sido encontrada en la corteza, en zonas responsables de funciones cognitivas como el pensamiento y el procesamiento de la información, procesos en los que hay una gran actividad neuronal.
- Cerebelo: La sinaptofisina se encuentra presente en las células granulosas del cerebelo, desde etapas muy tempranas y parece jugar un papel clave en la formación de sinapsis. Esto ayuda a que las señales viajen de una célula a otra, fundamental para que el cerebelo coordine los movimientos y el equilibrio.[9]

## Gen
El gen SYP se ubica en el cromosoma X, en su brazo corto p, concretamente en la banda 11 y la sub-banda 23; utilizando la sintaxis del locus, de manera resumida: 
Xp11.23

## Función
La sinaptofisina (SYPH) fue descubierta en 1895, siendo la primera proteína de la vesícula sináptica en ser identificada. Desde entonces, ha sido ampliamente utilizada como marcador para estudiar la distribución y la dinámica de la sinapsis.
Por lo tanto, la función principal de la proteína SYPH es la neurotransmisión. No obstante, es cierto que, de entre las proteínas involucradas en la neurotransmisión, la sinaptofisina es la más desconocida y no se ha descubierto aún su función específica en dicho procedimiento.

### Interacción con VAMP2
La sinaptofisina (SYPH) gracias a su interacción con la sinaptobrevina (VAMP2 o SybII), puede desempeñar un papel esencial en el proceso de transmisión sináptica. Este complejo SYP/VAMP2 interviene en dos etapas clave del ciclo sináptico: la exocitosis y la endocitosis.

#### Exocitosis
Cuando a través de una neurona pasa un potencial de acción, los canales de calcio dependientes del voltaje de la membrana de la neurona se abren, dejando que entre calcio (Ca2+). La entrada de estos iones dentro de la célula, permite desencadenar la exocitosis, es decir, la liberación de neurotransmisores. 

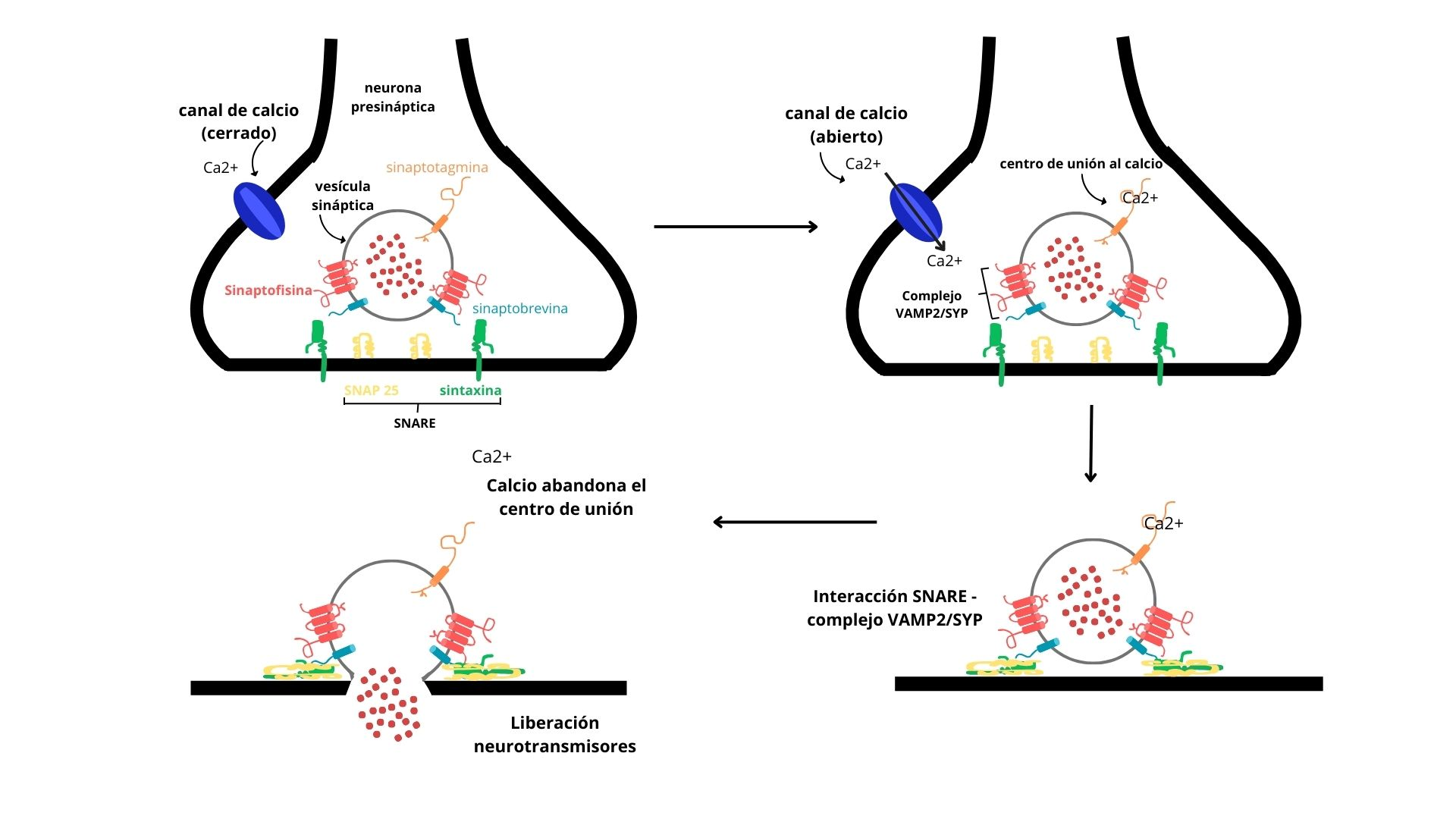
Liberación de neurotransmisores regulada por Sinaptofisina

La sinaptofisina (SYPH) forma un complejo estable con VAMP2 que ayuda en la preparación de vesículas sinápticas para que respondan rápidamente al estímulo del (Ca2+). Este complejo sirve como una plantilla de ensamblaje molecular en las zonas activas de la sinapsis, organizando las proteínas SNARE, como la sintaxina y SNAP-25, esenciales para la fusión vesicular.  La formación temprana del complejo SYP/VAMP2 acelera el proceso de cebado, asegurando que las vesículas sinápticas estén listas para liberar neurotransmisores de forma rápida cuando el calcio entra en la neurona.

#### Endocitosis
Una vez producida la liberación de los neurotransmisores, la vesícula es recuperada y reciclada para volver a almacenar neurotransmisores y así asegurar un suministro continuo en la sinapsis.
La SYPH también está involucrada en este proceso. Se ha observado que ante la falta de sinaptofisina, la VAMP2, tras la liberación de los neurotransmisores, se localizaba en la membrana plasmática de las neuronas en vez de volver a las vesículas. Por tanto, se deduce que otra de las funciones llevadas a cabo por la Syph es la recuperación de la SybII durante el proceso de endocitosis.  Para lograr esto, el extremo citoplasmático de la sinaptofisina interactúa con VAMP2, promoviendo su recuperación eficiente en el botón presináptico y facilitando el mantenimiento de niveles adecuados en la presinapsis. Esto asegura que haya suficientes proteínas SNARE para ciclos repetidos de exocitosis.

### Unión al colesterol
La sinaptofisina (syph) se asocia fácilmente con el colesterol en la membrana plasmática. Esta interacción entre el colesterol y proteínas de membrana de las microvesículas sinápticas, es importante tanto en la separación de los componentes de la membrana de las microvesículas como en la generación de la curvatura sináptica de las vesículas.
También cumple otras funciones como la formación de canales iónicos o la detección de calcio.

## Sinaptofisina en el sistema nervioso
La sinaptofisina (SYPH) es una proteína fundamental para el correcto desarrollo de las neuronas y del sistema nervioso en general. La presencia de la SYPH en las vesículas sinápticas, es crucial para la neurotransmisión, la plasticidad sináptica y la funcionalidad de las redes neuronales en el cerebro.

### Función en la plasticidad sináptica
La plasticidad sináptica es la capacidad que tienen las conexiones neuronales para fortalecerse o debilitarse. El proceso de generación de nuevas sinapsis entre las neuronas es la base para el aprendizaje y la memoria. La sinaptofisina SYPH tiene un papel importante en este proceso, ya que:
- Facilita el reciclaje de las vesículas sinápticas: la SYPH es muy importante para la endocitosis de vesículas sinápticas. Tras la liberación de neurotransmisores, la sinaptofisina se encarga de que las vesículas sean reabsorbidas con una eficiencia cinética adecuada. Todo esto es esencial para que haya una neurotransmisión rápida y repetitiva de señales en las sinapsis. Asimismo, mediante el análisis de truncación de la SYPH, se ha podido descubrir que la SYPH participa mientras tiene lugar la estimulación, así como cuando esta ha finalizado. Esto es debido a que las diferentes secciones de la proteína desempeñan funciones diferentes a lo largo de la endocitosis. De esta manera, mediante la regulación de la endocitosis, la SYPH permite que las neuronas puedan mantenerse en unas condiciones óptimas durante y tras una actividad neuronal extendida.[13]
- Interacción con proteïnas asociadas a la exocitosis: la sinaptofisina interactúa con otras proteínas como las SNARE, que regulan la fusión de las vesículas con la membrana presináptica. Su actividad contribuye a que las neuronas puedan ajustar la liberación de neurotransmisores según la actividad sináptica, un mecanismo clave para la plasticidad neuronal.
- Papel en la memoria a largo plazo: estudios como el de A. Schmitt[21] o el de R. Janz [22] investigan la correlación entre la presencia de SYPH y la mejora o el empeoramiento de la actividad cognitiva y de la memoria a largo plazo. Ambos demuestran que a mayor presencia de SYPH hay un incremento significativo de la densidad sináptica y un aumento en la capacidad de formar recuerdos a largo plazo. Los resultados sugieren que niveles altos de SYPH en el cerebro mejoran la eficiencia del reciclaje de vesículas y la transmisión sináptica, favoreciendo la memoria a largo plazo.[23]

## Usos clínicos
La sinaptofisina (SYPH) es comúnmente utilizada como marcador inmunohistoquímico para la diferenciación neuroendocrina.  La SYPH es un marcador recomendado para identificar tumores pulmonares con diferenciación neuroendocrina. Este marcador se utiliza con frecuencia para confirmar un diagnóstico de carcinoide típico, carcinoide atípico, cáncer de pulmón de células pequeñas y carcinoma neuroendocrino de células grandes (LCNEC).

## Patologías
La reducción y la disfunción de la sinaptofisina (SYPH) se han asociado con diversas patologías.
 Una de ellas es la esquizofrenia. Estudios han demostrado que una disminución en los niveles de SYPH en la corteza prefrontal podría provocar una reducción de la densidad sináptica en esta área crítica para la regulación de funciones ejecutivas y cognitivas.
Por otro lado, en la enfermedad de Alzheimer, una de las primeras observaciones patológicas observables es la disminución de inmunoreactividad de la SYPH. Esto indica una pérdida significativa de sinapsis en el hipocampo y la corteza entorrinal.
Finalmente, cuando se elimina la SYPH, se observa una recuperación defectuosa de sinaptobrevina II (sybII) de la membrana plasmática y una disminución de velocidad durante la endocitosis. Como consecuencia, puede dar lugar a trastornos neurológicos, como la discapacidad intelectual ligada al cromosoma X. 